# سنیسکی رودنیک
سنیسکی رودنیک (صربی: Senjski Rudnik}} یک منطقهٔ مسکونی در صربستان است که در Despotovac واقع شده‌است.
 سنیسکی رودنیک  ۴۳۸ نفر جمعیت دارد.